# Гордон, Дэвид, 4-й маркиз Абердин и Темер
Майор Дэвид Джордж Иэн Александр Гордон, 4-й маркиз Абердин и Темер (англ. David George Ian Alexander Gordon, 4th Marquess of Aberdeen and Temair; 21 января 1908 — 13 сентября 1974) — британский пэр и военный.

## Биография
Родился 21 января 1908 года. Старший сын Дадли Гладстона Гордона, 3-го маркиза Абердина и Темера (1883—1972), и его первой жены, Сесиль Элизабет Драммонд (1878—1948), дочери Джорджа Джеймса Драммонда (1835—1917) и Элизабет Сесиль София Норман (? — 1921).
Дэвид Гордон учился в школе Харроу и окончил колледж Баллиол в Оксфорде в 1930 году со степенью бакалавра искусств, а затем со степенью магистра в 1968 году. Он получил звание майора на службе в 5-м/7-м батальоне Гордонских горцев и участвовал во Второй мировой войне.
Он стал заместителем лейтенанта Абердиншира в 1949 году, вице-лейтенантом Абердиншира в 1959 году и лордом-лейтенантом Абердиншира в 1973 году. Он также был членом окружного совета Абердиншира в 1950 году и мировым судьей Абердиншира в 1955 году.
В 1955 году Дэвид Гордон был принят в Королевскую роту лучников, а в 1963 году был удостоен звания командора ордена Британской империи. Он был удостоен звания рыцаря ордена Святого Иоанна в 1964 году, а в 1968 году стал директором банка Clydesdale Bank.

## Семья
29 апреля 1939 года он женился на Беатрис Мэри Джун Буассье (29 декабря 1913 — 22 июня 2009), дочери Артура Пола Буассье (1881—1953), директора школы Харроу (1939—1942). У них было четверо (приёмных) детей:
- Леди Мэри Кэтрин Гордон (род. 30 мая 1946), в 1968 году вышла замуж за Саймона Пирса и родила троих детей.
- Леди Сара Кэролайн Гордон' (род. 25 марта 1948), 1-й муж с 1969 года Патрик Рейли Джон Скотт, от брака с которым у неё было шестеро детей. Супруги развелись в 1992 году. В 1993 году во второй раз вышла замуж за Эрика Нормана Мани, от брака с которым у неё был один сын.
- Лорд Эндрю Дэвид Гордон (род. 6 марта 1950), в 1982 году женился на Люси Мэри Фрэнсис Миллиган и имел троих детей.
- Лорд Джеймс Драммонд Гордон (род. 11 апреля 1953), женился в 1985 году на Мэрилин Сим[4], от брака с которой детей у него не было.

До 2004 года приемные дети сверстников не имели права на какой-либо титул учтивости. Однако в результате Королевского ордера от 30 апреля 2004 года усыновленные дети теперь автоматически имеют право на такие же стили и титулы учтивости, как их братья и сестры. Поэтому в этот день дети Дэвида Гордона автоматически становятся лордами и леди.
В сентябре 1974 года 66-летний Дэвид Гордон, 4-й маркиз Абердин и Темер, скончался. Так-как у него были приёмные дети, ему наследовал его младший брат, Арчибальд Гордон, 5-й маркиз Абердин и Темер.